# نعمان النعيمي
نعمان النعيمي رئيس مركز البحوث النووية والمدير العام السابق في هيئة التصنيع العسكري حاصل على درجة دكتوراه الفلسفة في الكيمياء اللاعضوية من جامعة اوكسفورد البريطانية وشغل منصب رئيس قسم الكيمياء ثم رئيس مركز البحوث النووية في العراق ما بين أعوام 1969 إلى 1973 وحصل على مرتبة الاستاذية في الكيمياء اللاعضوية من جامعة بغداد العام في 1967، وعمل استاذا زائرا جامعة العلوم والتكنولوجيا في الجزائر ما بين عامي(1977 و 1981)،وشغل منصب مستشار في منظمة الطاقة الذرية العراقية ما بين عام (1983 و 1988) ومدير عام في مشروع البتروكيماويات رقم 3 (الاسم الرمزي للبرنامج النووي العراقي) ما بين عام(1989 و 1992)، وشغل منصب مدير عام بهيئة التصنيع العسكري (1993-1998)، الأمين العام لاتحاد الجمعيات الكيميائية الآسيوية (1983- 1985) رئيس تحرير مجلة الكيمياء العراقية (1976- 1977) رئيس تحرير مجلة علوم العراقية (1998 - 2002) حاز على أربع جوائز تفوق في مجالات الخدمة المدنية (1992 - 2003). وهو يعيش الآن في دولة الإمارات العربية المتحدة.